# Santa Maria Regina Pacis

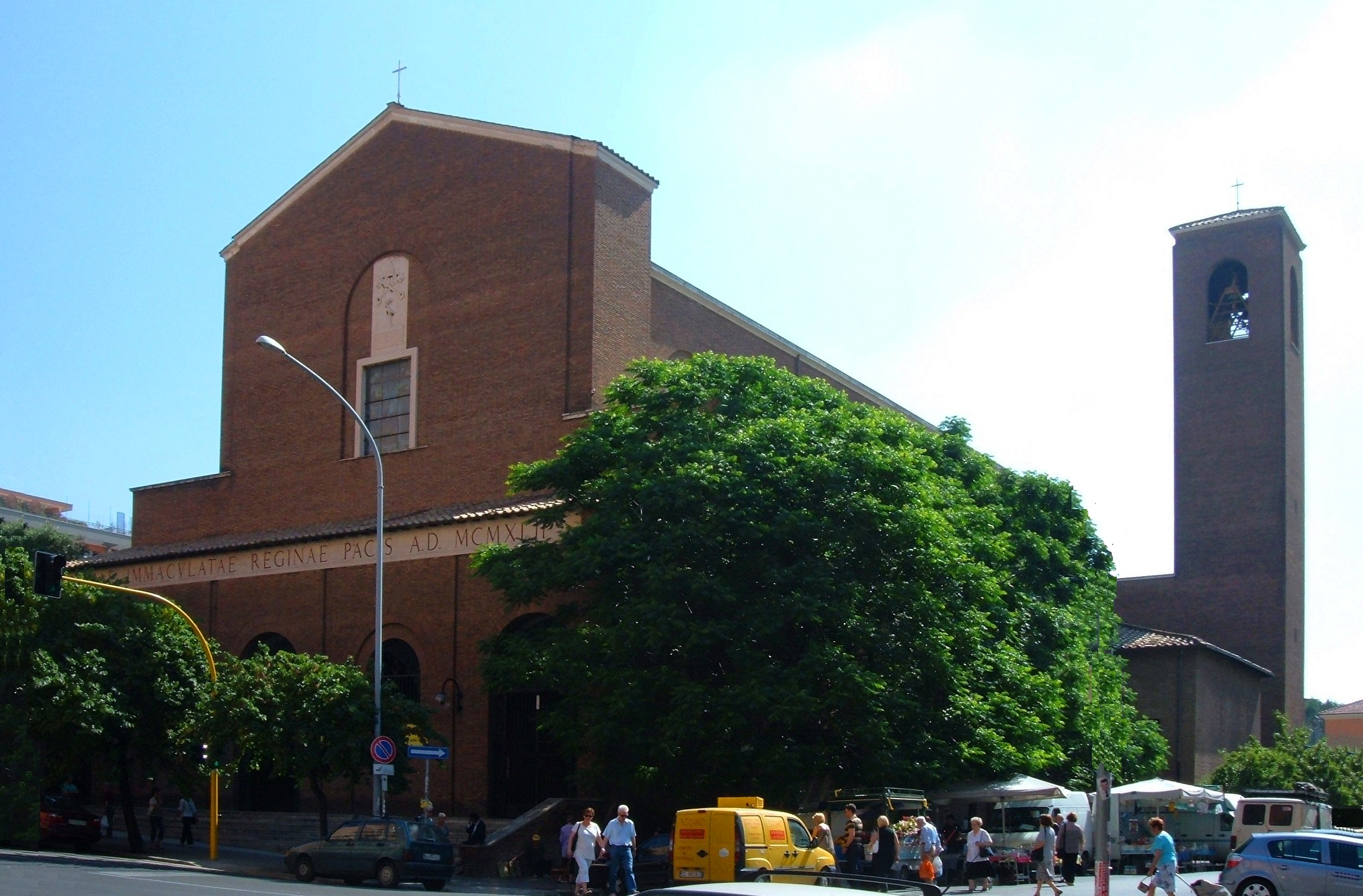
Vista da igreja.

Santa Maria Regina Pacis é uma igreja titular de Roma localizada na Via Maurizio Quadrio, 21, no bairro de Monteverde do quartiere Gianicolense, com entrada na Via Anton Giulio Barrili, 41. É dedicada a Nossa Senhora sob o título de "Rainha da paz". O cardeal-presbítero protetor do título do título cardinalício de Santa Maria "Rainha da Paz" no Monte Verde é Francisco Álvarez Martínez, arcebispo-emérito de Toledo, na Espanha.

## História

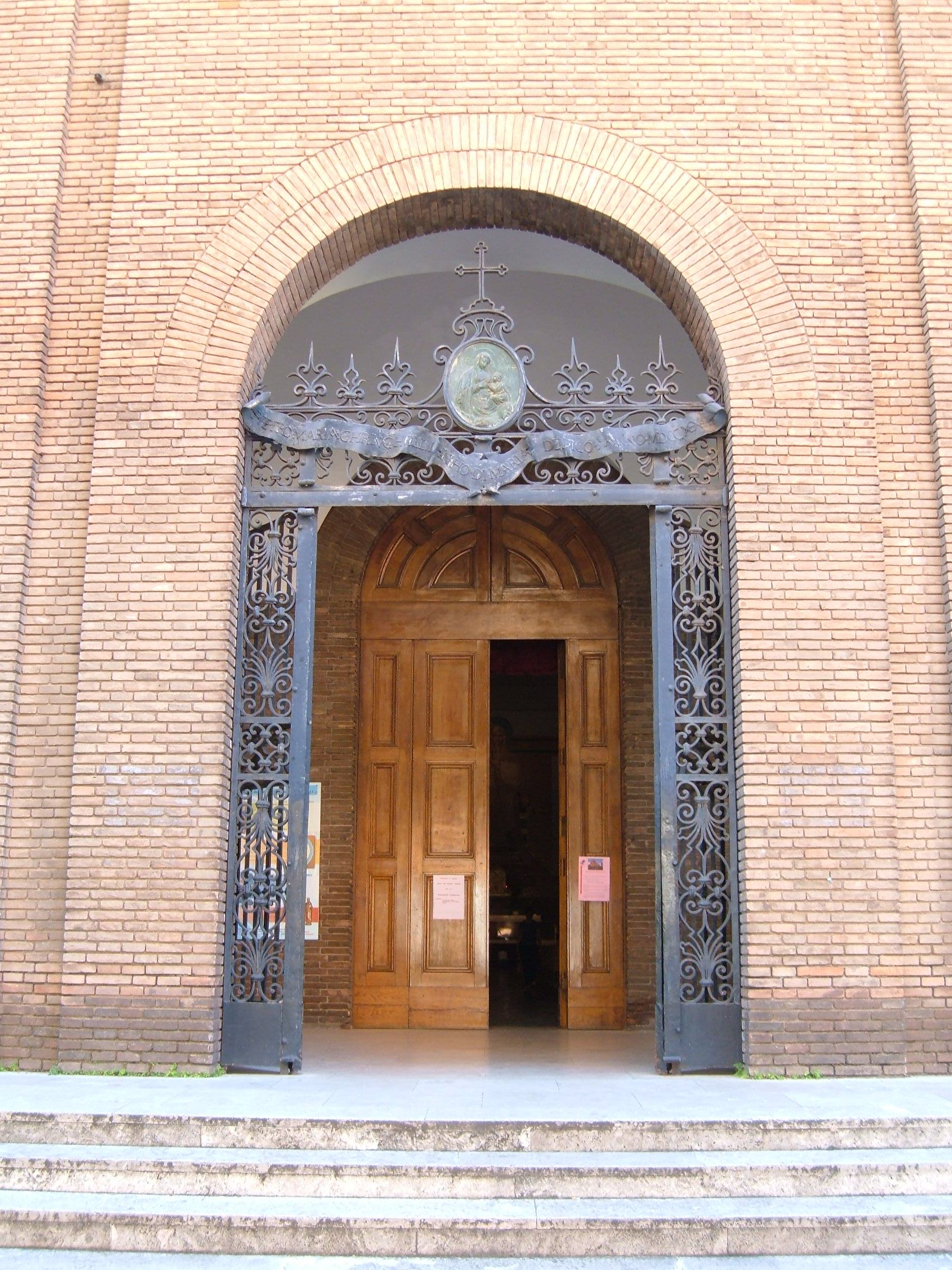
Detalhe do portal.

Esta igreja é sede de uma paróquia homônima criada em 25 de março de 1932 pelo papa Pio XI através da constituição apostólica "Iam pridem" e imediatamente entregue aos cuidados dos Cônegos Regulares da Imaculada Conceição. A igreja propriamente dita foi construída na mesma época com base num projeto do arquiteto Tullio Rossi: ela foi aberta ao culto em maio do mesmo ano e consagrada em 11 de abril de 1942. Em 28 de junho de 1988, o papa São João Paulo II a elevou a sede do título cardinalício de Santa Maria "Rainha da Paz" no Monte Verde.

## Descrição

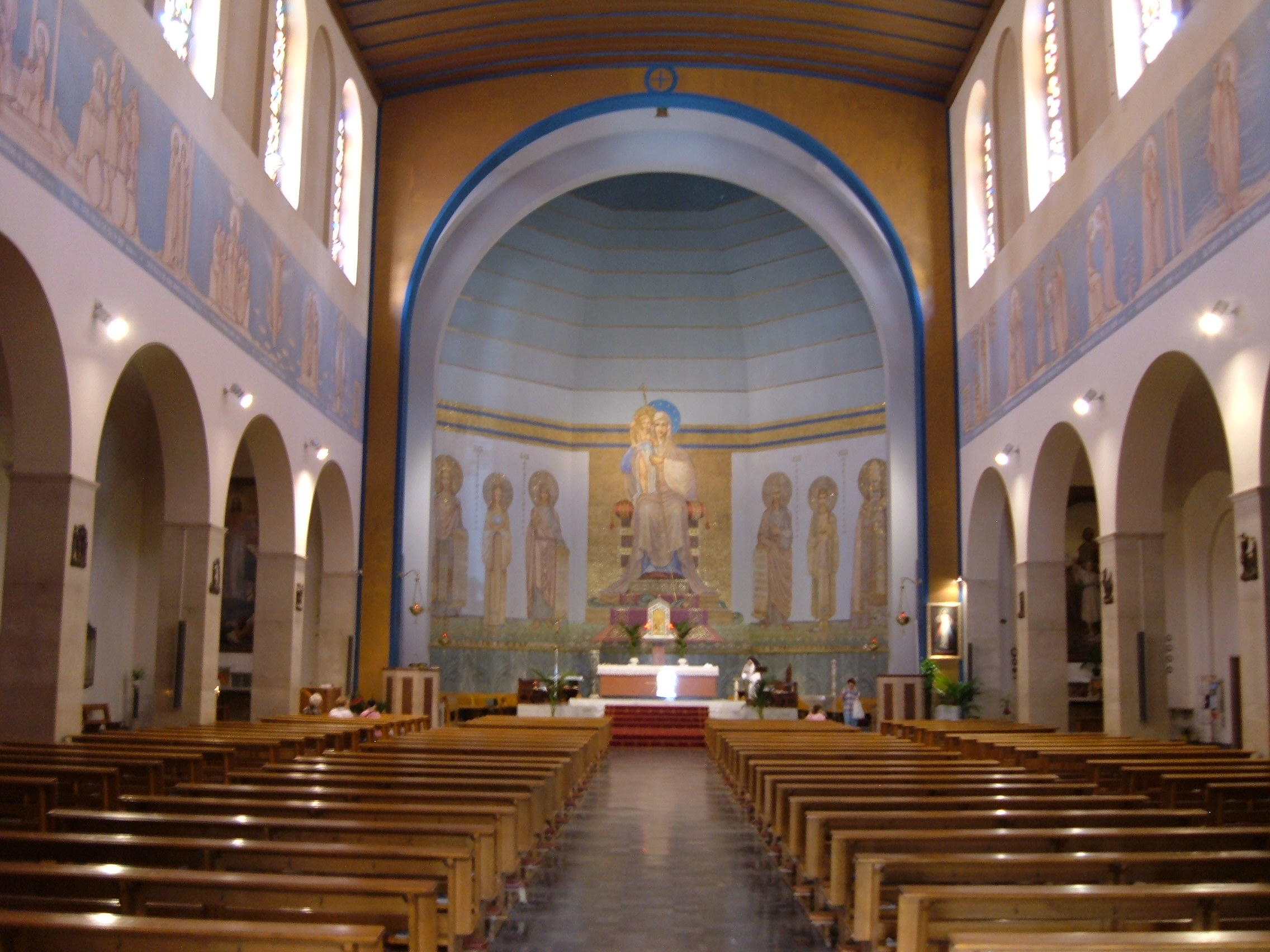
Vista do interior.

A fachada, precedida por um pórtico, é em tijolos aparentes e nela está presente a inscrição dedicatória em latim: "Mariae Immaculatae Reginae Pacis A.D. MCMXLII"; ao lado dela está um alto campanário.
No interior, a igreja está dividida em três naves separadas por arcadas assentadas sobre altos pilares. O destaque é o grande mosaico da abside, que retrata "Maria sentada no trono com Menino Jesus e Santos", obra de Odoardo Anselmi. As duas naves laterais termina em obras de Cleto Luzzi de 1944 representando a "Transfiguração" e "São José com o Menino Jesus". Nas paredes da nave central, sob as grandes janelas com vitrais coloridos, estão afrescos de episódios dos Evangelhos nos quais Maria aparece.